# نمچه بازار
نمچه بازار (نپالی: नाम्चे बजार) یک شهرک (در گذشته روستا) در دهداری خومبو پاسانگلهامو در بخش سولوکومبوی استان شماره ۱ در شمال شرق نپال است. این شهرک در منطقه خومبو در ارتفاع ۳٬۴۴۰ متر (۱۱٬۲۸۶ فوت) در دو سوی یک تپه قرار دارد. نمچه بازار مرکز اقتصادی اصلی خومبو است و بسیاری از ادارات نپال، یک پاسگاه، اداره پست و بانک در آن قرار دارند که به مردم منطقه خدمت‌رسانی می‌کنند.
نمچه بازار در سرشماری ۲۰۰۱ جمعیتی برابر با ۱٬۶۴۷ نفر در ۳۹۷ خانوار داشت.

## آب‌وهوا
نمچه بازار آب‌وهوایی سرد و خشک دارد.
| داده‌های اقلیم نمچه بازار | داده‌های اقلیم نمچه بازار | داده‌های اقلیم نمچه بازار | داده‌های اقلیم نمچه بازار | داده‌های اقلیم نمچه بازار | داده‌های اقلیم نمچه بازار | داده‌های اقلیم نمچه بازار | داده‌های اقلیم نمچه بازار | داده‌های اقلیم نمچه بازار | داده‌های اقلیم نمچه بازار | داده‌های اقلیم نمچه بازار | داده‌های اقلیم نمچه بازار | داده‌های اقلیم نمچه بازار | داده‌های اقلیم نمچه بازار |
| ماه                      | ژانویه                   | فوریه                    | مارس                     | آوریل                    | مه                       | ژوئن                     | ژوئیه                    | اوت                      | سپتامبر                  | اکتبر                    | نوامبر                   | دسامبر                   | سال                      |
| ------------------------ | ------------------------ | ------------------------ | ------------------------ | ------------------------ | ------------------------ | ------------------------ | ------------------------ | ------------------------ | ------------------------ | ------------------------ | ------------------------ | ------------------------ | ------------------------ |
| میانگین بیش‌ترین °C (°F)  | ۷ (۴۵)                   | ۶ (۴۳)                   | ۹ (۴۸)                   | ۱۲ (۵۴)                  | ۱۴ (۵۷)                  | ۱۵ (۵۹)                  | ۱۶ (۶۱)                  | ۱۶ (۶۱)                  | ۱۵ (۵۹)                  | ۱۲ (۵۴)                  | ۹ (۴۸)                   | ۷ (۴۵)                   | ۱۱٫۵ (۵۲٫۸)              |
| میانگین کم‌ترین °C (°F)   | −۸ (۱۸)                  | −۶ (۲۱)                  | −۳ (۲۷)                  | ۱ (۳۴)                   | ۴ (۳۹)                   | ۶ (۴۳)                   | ۸ (۴۶)                   | ۸ (۴۶)                   | ۶ (۴۳)                   | ۲ (۳۶)                   | −۳ (۲۷)                  | −۶ (۲۱)                  | ۰٫۸ (۳۳٫۴)               |
| بارندگی میلی‌متر (اینچ)   | ۲۶ (۱٫۰۲)                | ۲۳ (۰٫۹۱)                | ۳۴ (۱٫۳۴)                | ۲۶ (۱٫۰۲)                | ۴۱ (۱٫۶۱)                | ۱۴۰ (۵٫۵۱)               | ۲۴۳ (۹٫۵۷)               | ۲۴۳ (۹٫۵۷)               | ۱۶۵ (۶٫۵)                | ۷۸ (۳٫۰۷)                | ۹ (۰٫۳۵)                 | ۳۹ (۱٫۵۴)                | ۱٬۰۶۷ (۴۲٫۰۱)            |
| منبع: thamel.com         |                          |                          |                          |                          |                          |                          |                          |                          |                          |                          |                          |                          |                          |

## نگارخانه

نمچه بازار
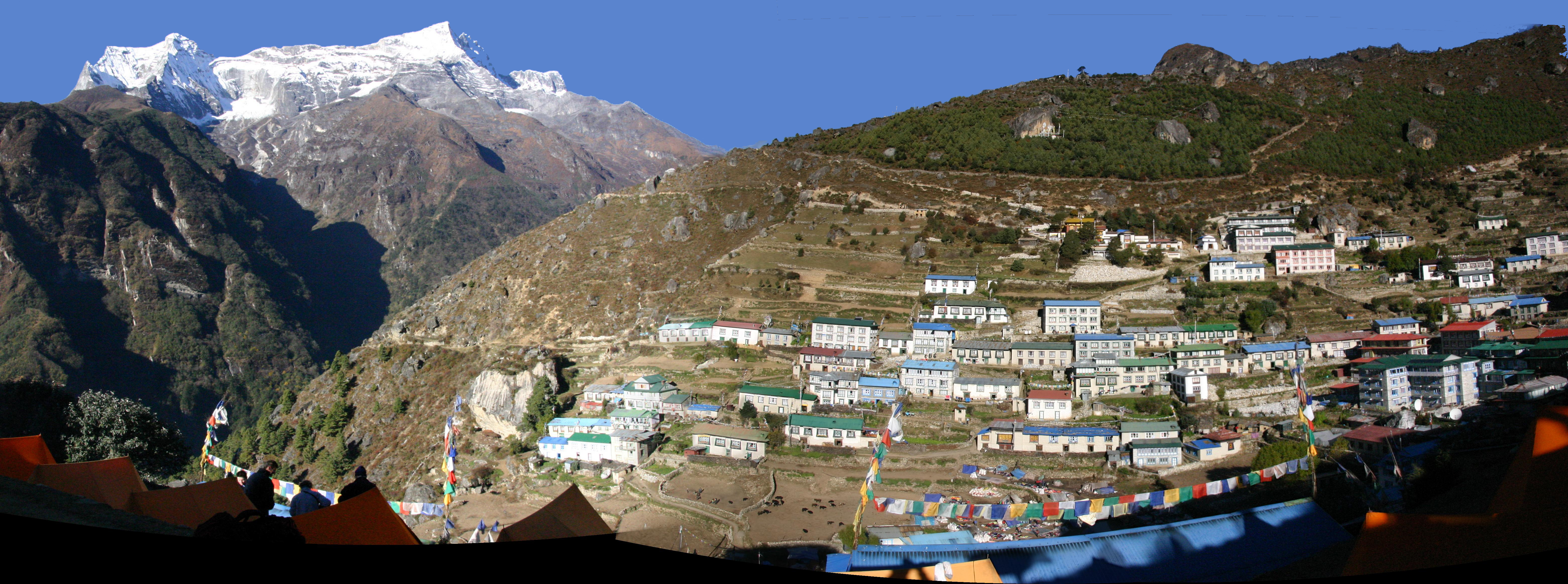
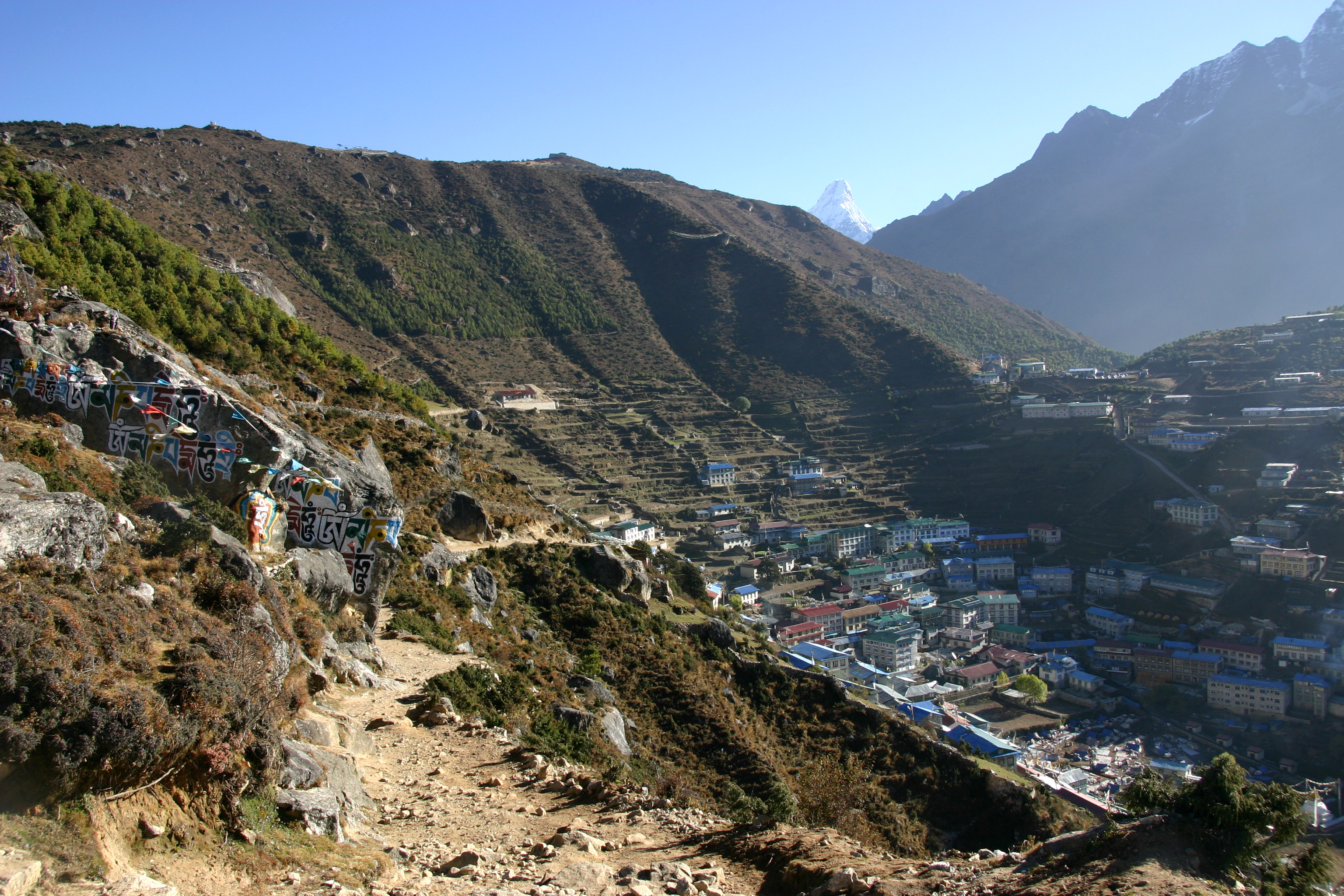
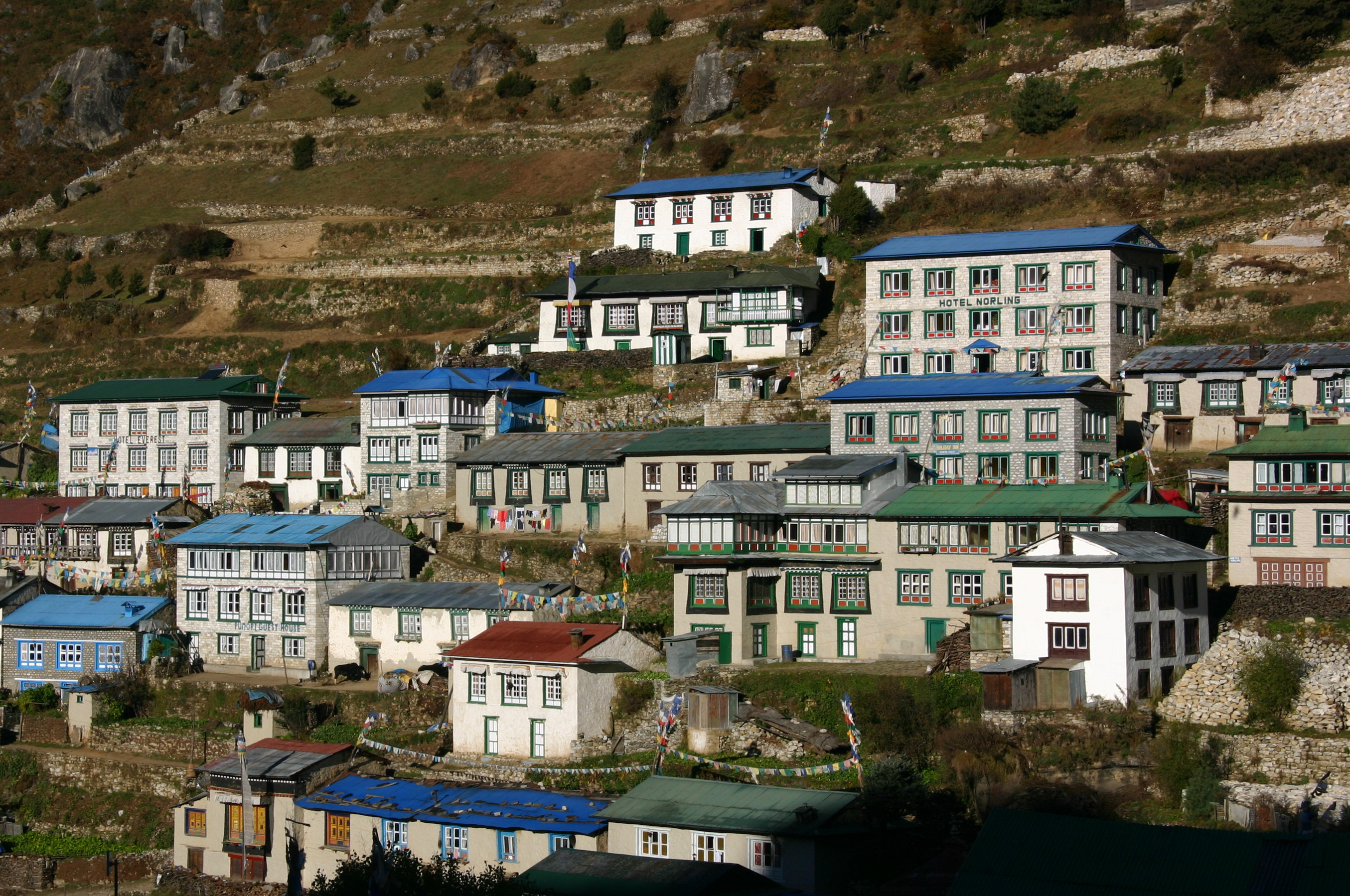
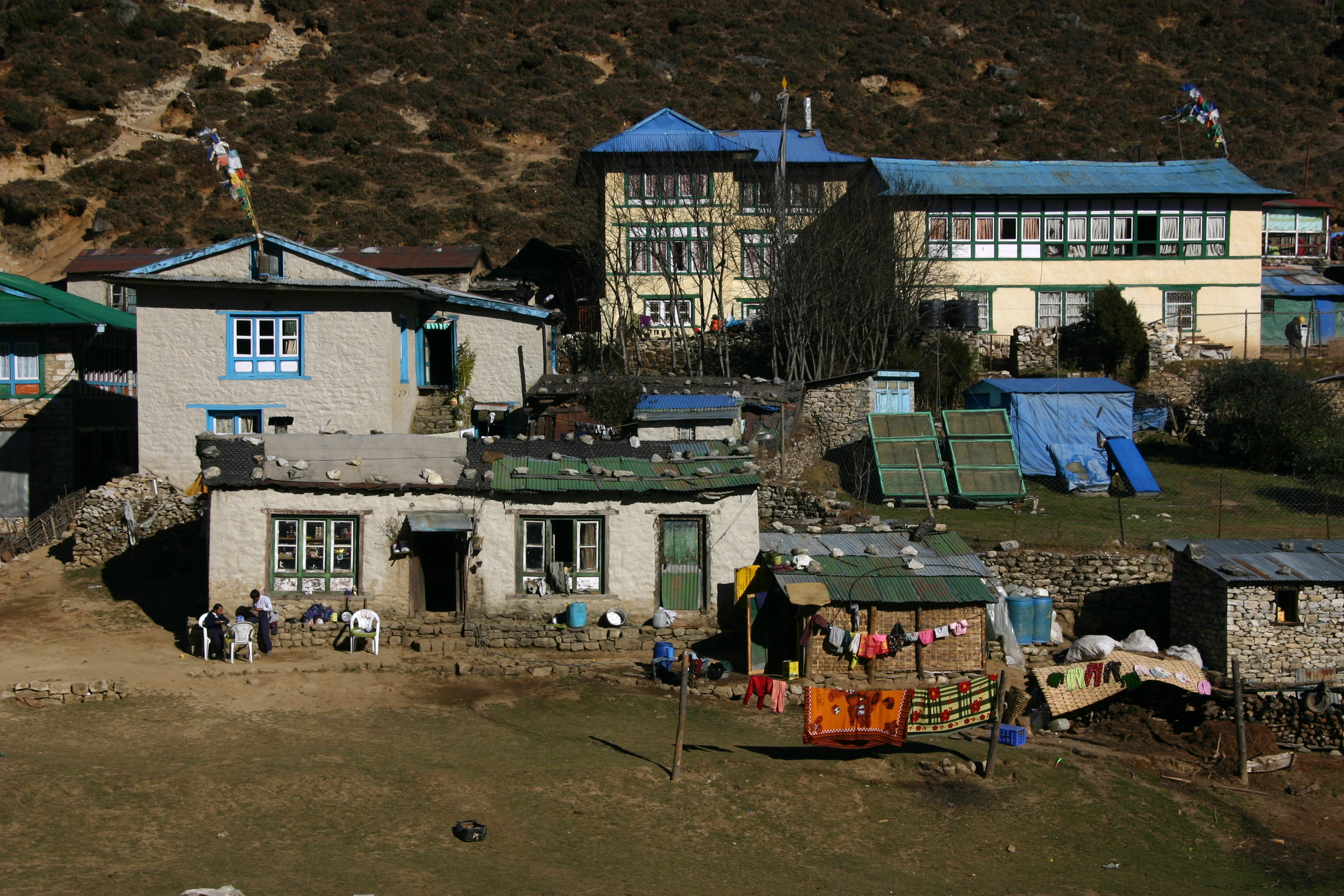
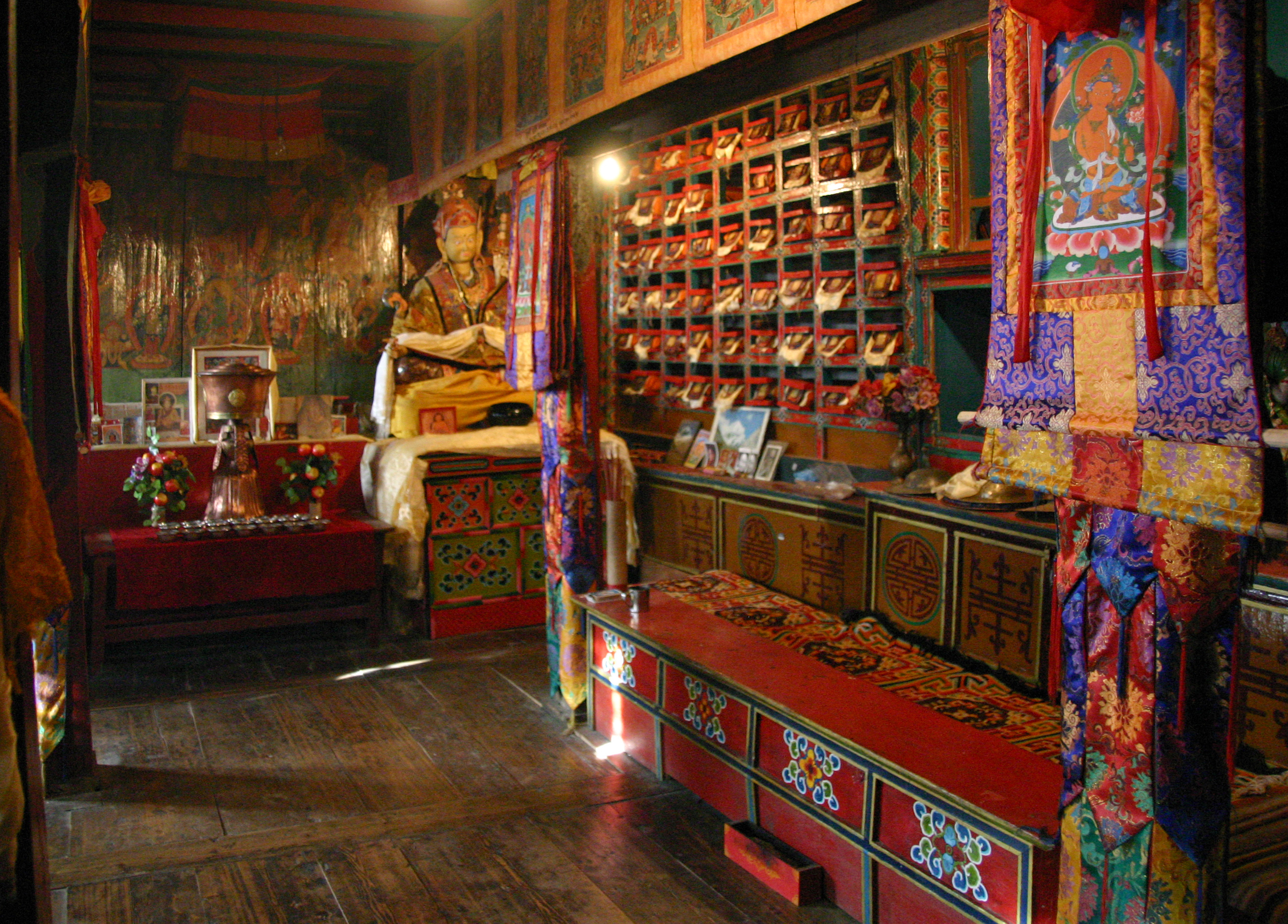
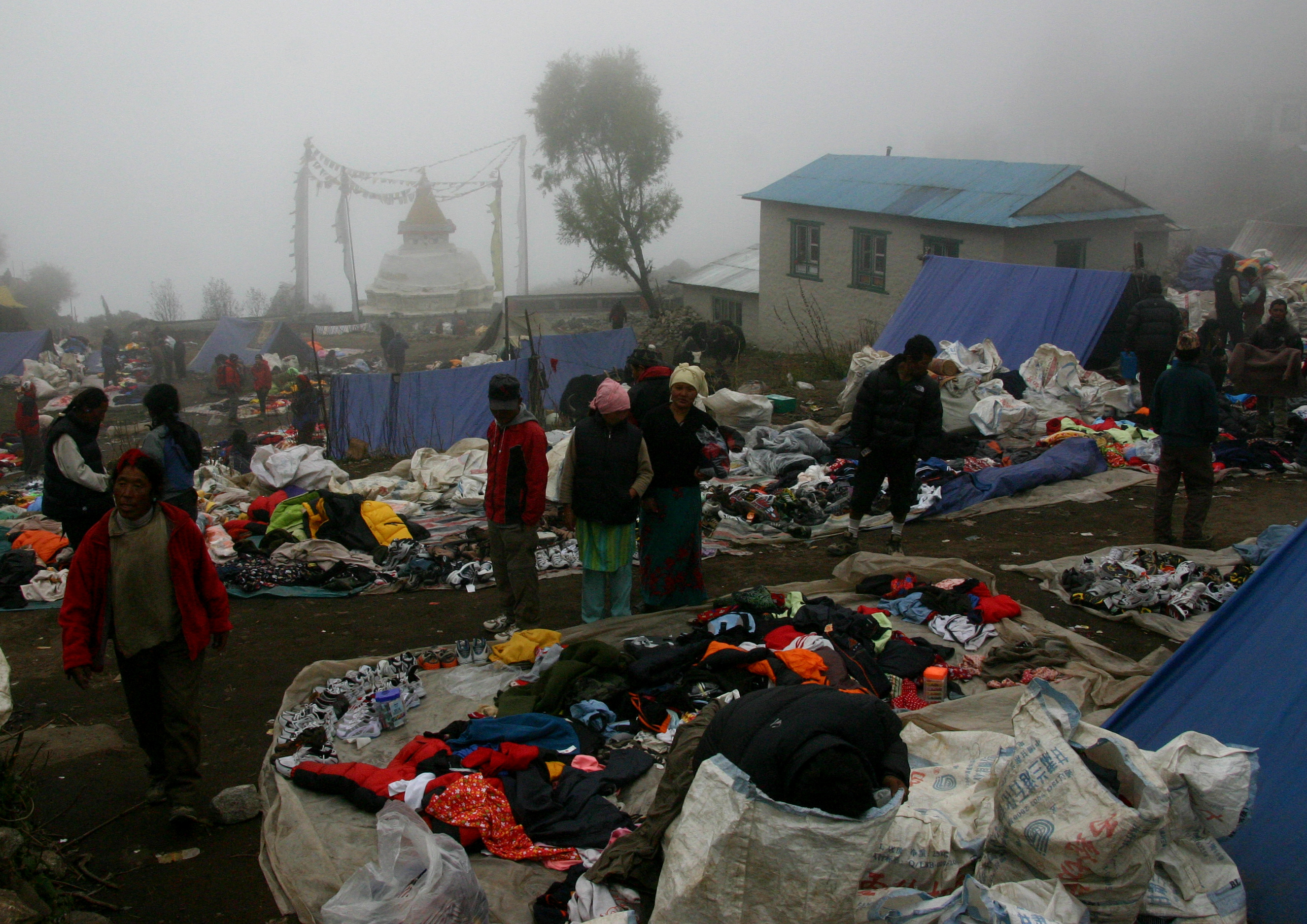
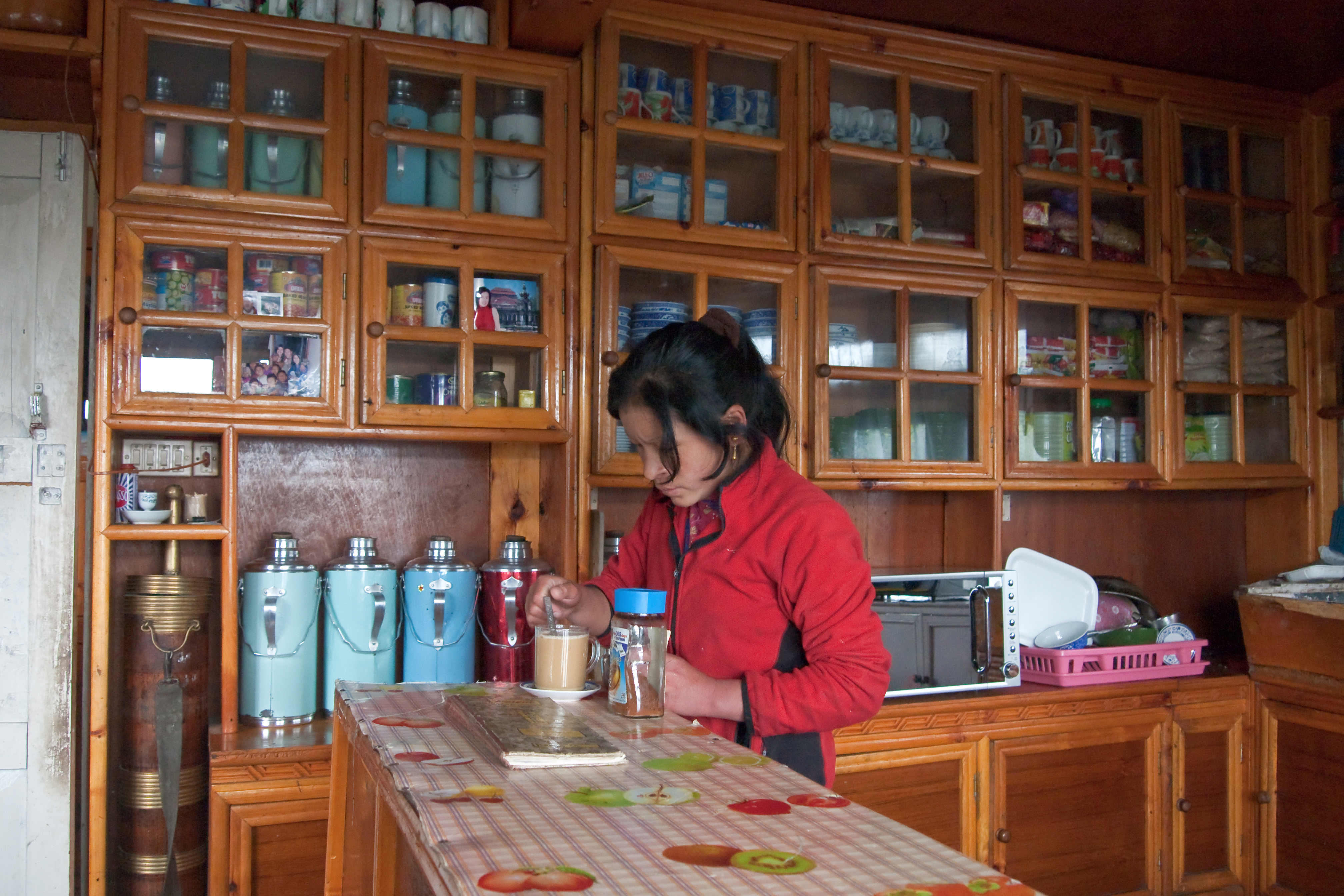
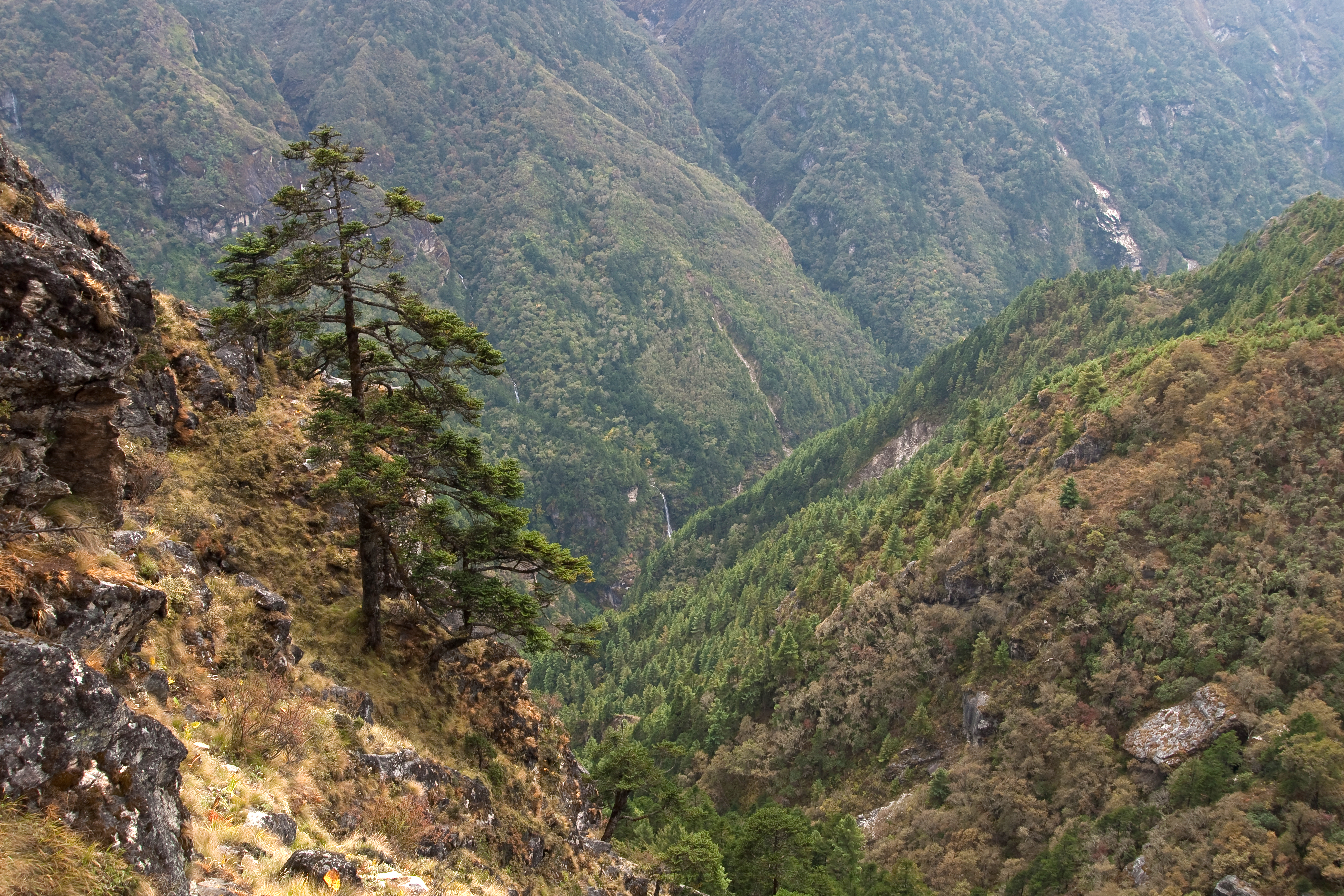
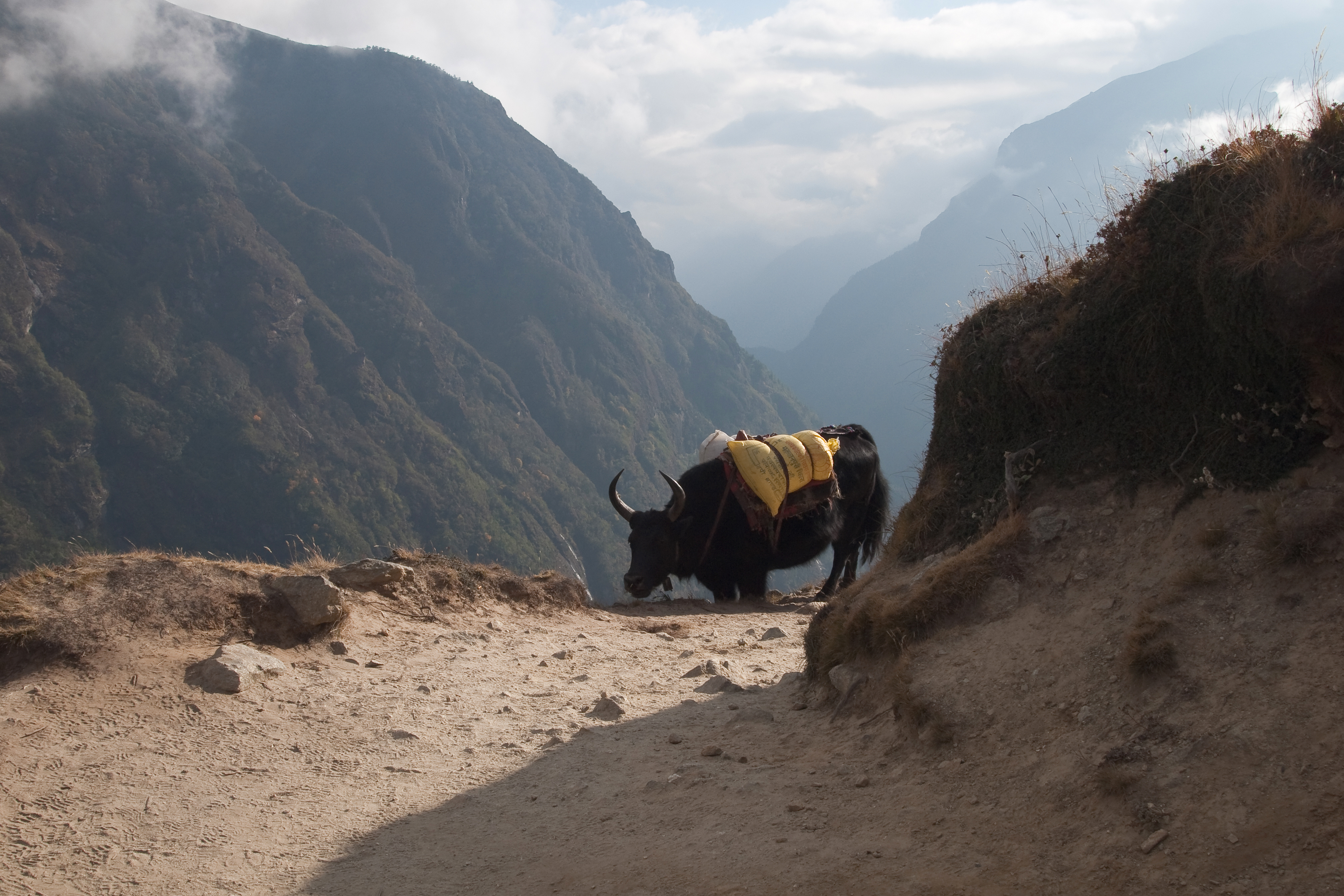